# Curtiss-Wright XF-87 Blackhawk
Curtiss-Wright XF-87 Blackhawk – amerykański nocny myśliwiec, zdolny do operowania w każdych warunkach pogodowych, wybudowany w drugiej połowie lat 40. przez wytwórnię Curtiss-Wright Corporation. Po wybudowaniu dwóch prototypów cały program został anulowany, a zadania, jakie miał pełnić Blackhawk, powierzono maszynie Northrop F-89 Scorpion. Był to ostatni projekt wytwórni, która po jego zakończeniu sprzedała część lotniczą firmie North American Aviation.

## Historia
W 1945 roku United States Army Air Forces ogłosiło konkurs na nowy myśliwiec nocny z napędem odrzutowym, zdolny do operowania w każdych warunkach pogodowych i wyposażony w radar do wykrywania celów powietrznych. Nowy samolot miał zastąpić maszynę z czasów II wojny światowej Northrop P-61 Black Widow. Wśród firm biorących udział w konkursie znalazła się wytwórnia Curtiss-Wright, która zdobyła kontrakt na wybudowanie dwóch prototypów. Wytwórnia wykorzystała projekt samolotu szturmowego XA-43, który pod nowym, zmienionym oznaczeniem XP-87 przystosowała do wymagań technicznych wymienionych w konkursie. Pierwotnie samolot miał być napędzany dwoma, nowymi silnikami turboodrzutowymi General Electric J47-GE-7 o ciągu 22,2 kN, które były dopiero w stadium budowy, dlatego też w ich zastępstwie pojawiły się cztery Westinghouse XJ34-WE-7 umieszczone w dwóch gondolach silnikowych po dwa. Pierwszy prototyp wzbił się w powietrze 15 marca 1948 roku, próby wypadły pomyślnie i pomimo osiągnięcia mniejszej prędkości maksymalnej niż wstępnie zakładana, siły powietrzne (od września 1947 roku US Air Force) zamówiły 58 (niektóre źródła podają 57) seryjnych egzemplarzy myśliwców F-87A i 30 sztuk samolotu w wersji rozpoznawczej RF-87A. Niestety, samolot okazał się za duży, za ciężki i za wolny w stosunku do swojego konkurenta F-89 Scorpion, który był tańszy i prostszy w eksploatacji. W tej sytuacji w październiku 1948 roku cały kontrakt na budowę wersji seryjnej został anulowane a obydwa wybudowane prototypy złomowane.

## Konstrukcja
XF-87 był dwumiejscowym, czterosilnikowym, wolnonośnym średniopłatem o konstrukcji całkowicie metalowej. Skrzydła o trapezowym obrysie i niewielkim wzniosie wyposażone w lotki, czteroczęściowe klapy i hamulce aerodynamiczne. Pilot i drugi członek załogi siedzieli w dużej przeszklonej kabinie obok siebie. Usterzenie klasyczne, wolnonośne, podwozie trójzespołowe, przednie dwukołowe, chowane do wnęki w kadłubie i główne również dwukołowe (dwa zespoły) chowane do wnęk w gondolach silnikowych.

## Uzbrojenie
Samolot miał być uzbrojony w cztery działka kalibru 20 mm lub cztery karabiny maszynowe 12,7 mm. Wybudowane prototypy nie były uzbrojone.